# Медісон (округ, Арканзас)
Шаблон:StateAbbr_ 36°01′38″ пн. ш. 93°41′45″ зх. д. / 36.027222222222° пн. ш. 93.695833333333° зх. д.
Округ Медісон (англ. Madison County) — округ (графство) у штаті Арканзас. Ідентифікатор округу 05087.

## Історія
Округ утворений 1836 року.

## Демографія
За даними перепису
2000 року
загальне населення округу становило 14243 осіб, усе сільське.
Серед мешканців округу чоловіків було 7112, а жінок — 7131. В окрузі було 5463 домогосподарства, 4079 родин, які мешкали в 6537 будинках.
Середній розмір родини становив 3,03.
Віковий розподіл населення поданий у таблиці:
| Стать    | До 15 років | 15-21 | 22-29 | 30-39 | 40-49 | 50-65 | 65-85 | Понад 85 |
| -------- | ----------- | ----- | ----- | ----- | ----- | ----- | ----- | -------- |
| Чоловіки | 1606        | 703   | 620   | 1000  | 1077  | 1193  | 816   | 97       |
| Жінки    | 1526        | 614   | 611   | 926   | 1053  | 1266  | 960   | 175      |

## Суміжні округи
- Керролл — північ
- Ньютон — схід
- Джонсон — південний схід
- Франклін — південь
- Кроуфорд — південний захід
- Вашингтон — захід
- Бентон — північний захід

## Виноски
1. ↑  U.S. Decennial Census. United States Census Bureau. Архів оригіналу за 19 липня 2018. Процитовано 27 серпня 2015.
2. ↑  Historical Census Browser. University of Virginia Library. Архів оригіналу за 11 серпня 2012. Процитовано 27 серпня 2015.
3. ↑  Forstall, Richard L., ред. (27 березня 1995). Population of Counties by Decennial Census: 1900 to 1990. United States Census Bureau. Архів оригіналу за 24 вересня 2015. Процитовано 27 серпня 2015.
4. ↑  Census 2000 PHC-T-4. Ranking Tables for Counties: 1990 and 2000 (PDF). United States Census Bureau. 2 квітня 2001. Архів оригіналу (PDF) за 18 грудня 2014. Процитовано 27 серпня 2015.
5. ↑  State & County QuickFacts. United States Census Bureau. Архів оригіналу за 7 червня 2011. Процитовано 23 травня 2014.(англ.) Наведено за англійською вікіпедією.
6. ↑  American FactFinder. Бюро перепису населення США. Архів оригіналу за 26 лютого 2012. Процитовано 31 січня 2008.

| США | Це незавершена стаття з географії США. Ви можете допомогти проєкту, виправивши або дописавши її. |